# Chaulieu (Mancha)
 Chaulieu  es una población y comuna francesa, situada en la región de Baja Normandía, departamento de Mancha, en el distrito de Avranches y cantón de Sourdeval.

## Demografía
| 407 | 394 | 357 | 280 | 278 | 271 |
| Para los censos de 1962 a 1999 la población legal corresponde a la población sin duplicidades (Fuente: INSEE [Consultar]) |     |     |     |     |     |